# Kákos
Kákos (řecky Κάκος, latinsky Cacus) byl v řecké mytologii nestvůrný obr lidožrout, chrlící z chřtánu oheň a dým, byl synem boha ohně Héfaista a Gorgony Medúsy.
Měl tři hlavy chrlící oheň, žil v hluboké temné jeskyni na Sicílii a byl postrachem širokého okolí. Nad vchodem do jeskyně visely lidské lebky a uvnitř byly hromady kostí.
Když hrdina Héraklés splnil svůj dvanáctý úkol mykénského krále Eurysthea a hnal zpět stáda obra Géryona, Kákos mu jedné noci ukradl dva býčky a čtyři jalovice. Mazaně je vlekl pozpátku do svého brlohu, aby zmátl stopy. Ovšem Héraklés jedním pohledem zaznamenal ztrátu, rozhlížel se po dobytčatech a když už chtěl marné hledání ukončit, ozvalo se zabučení. Zvuk ho dovedl až k jeskyni, její vchod byl zavalen obrovských balvanem. Héraklés ho lehce odvalil, nezalekl se ani ohně a dýmu z Kákových hlav, popadl ho a zardousil.

## Odraz vumění
Boj Hérakla s Kákem je často vyobrazen zejména na vázových malbách i na reliéfech. Nejznámější je Krajina s Héraklovým vítězstvím nad Kákem od Nicolase Poussina (asi z let 1649 až 1650, dnes v petrohradské Ermitáži.